# Sands Point
Sands Point – wieś w Stanach Zjednoczonych, w stanie Nowy Jork, w hrabstwie Nassau.

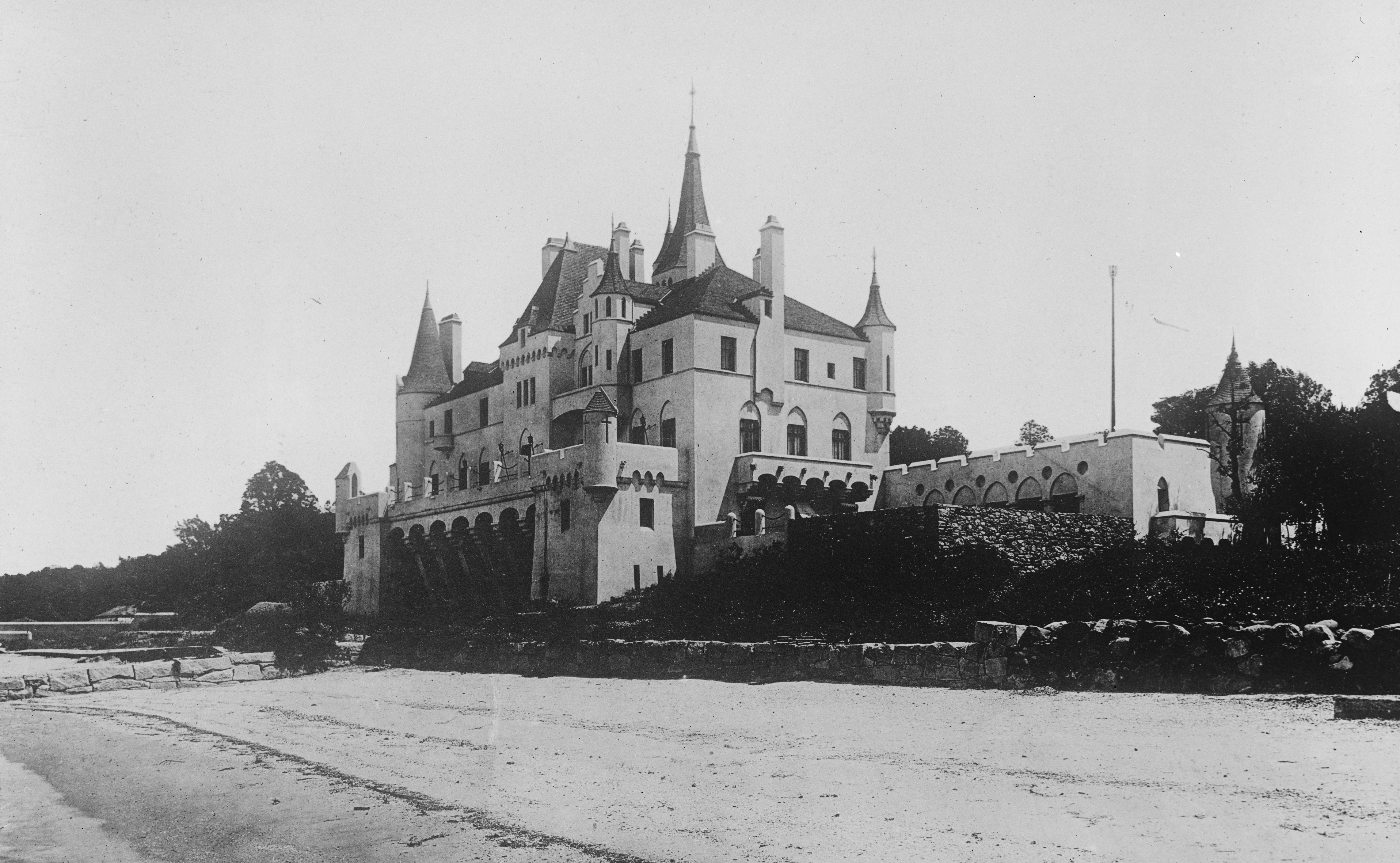
Nieistniejąca budowla Beacon Towers w roku 1922
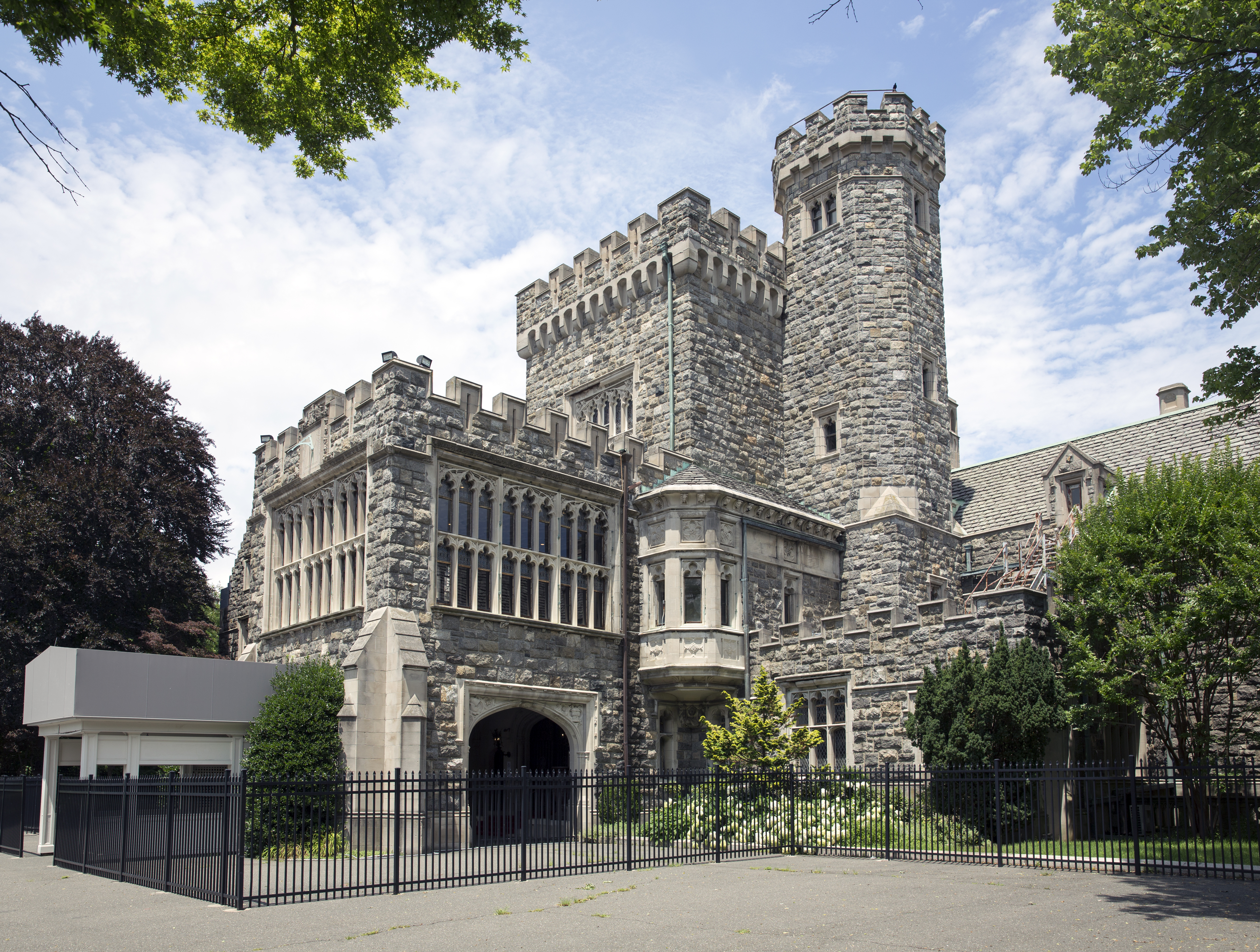
Posiadłość Hempstead House
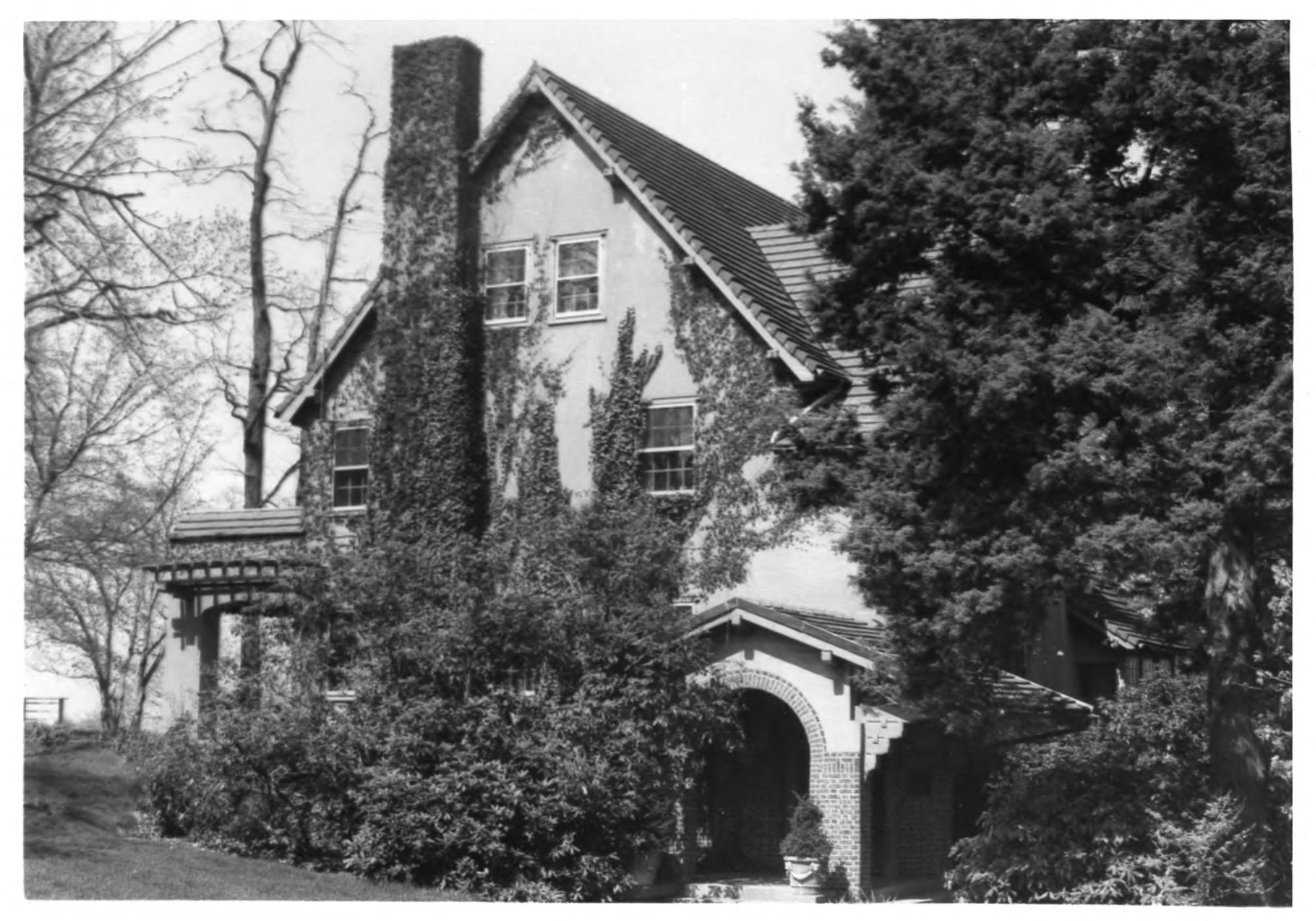
Dom kapelmistrza Johna Sousy w roku 1975